# Midden-Duits voetbalkampioenschap 1912/13
In 1912/13 werd het twaalfde voetbalkampioenschap gespeeld dat georganiseerd werd door de Midden-Duitse voetbalbond. De eindronde werd geherstructureerd. De teams uit de sterkste competitie werden ingedeeld in de afdeling A en die uit de zwakkere competities in de afdeling B. De winnaars van beide afdelingen bekampten elkaar in de finale. Voor het eerst plaatste ook de titelverdediger zich, ongeacht het resultaat in de competitie.
VfB Leipzig werd kampioen en plaatste zich zo voor de eindronde om de Duitse landstitel. De club versloeg in de eerste ronde FC Askania Forst en in de halve finale Berliner TuFC Viktoria 1889. In de finale won de club met 3-1 van Duisburger SpV en werd voor de derde keer landskampioen.

## Deelnemers aan de eindronde

### Afdeling A
| Club                                 | Gekwalificeerd als            |
| ------------------------------------ | ----------------------------- |
| FuCC Cricket-Viktoria 1897 Magdeburg | Kampioen van Midden-Elbe      |
| SV 1901 Gotha                        | Kampioen van Noord-Thüringen  |
| VfB Leipzig                          | Kampioen van Noordwest-Saksen |
| Dresdner Fußballring                 | Kampioen van Oost-Saksen      |
| FC Carl Zeiß Jena                    | Kampioen van Oost-Thüringen   |
| Hallescher FC 1896                   | Kampioen van Saale            |
| Chemnitzer FC Sturm                  | Kampioen van Zuidwest-Saksen  |
| SpVgg 1899 Leipzig-Lindenau          | Titelverdediger               |

### Afdeling B
| Club                   | Gekwalificeerd als          |
| ---------------------- | --------------------------- |
| Cöthener FC 02         | Kampioen van Anhalt         |
| VfB Sangerhausen       | Kampioen van Kyffhäuser     |
| FC Preußen Halberstadt | Kampioen van Harz           |
| Döbelner SC 02         | Kampioen van Midden-Saksen  |
| SV Budissa Bautzen     | Kampioen van Opper-Lausitz  |
| FC Preußen Weißenfels  | Kampioen van Saale-Elster   |
| Zwickauer SC           | Kampioen van West-Saksen    |
| FC 1907 Coburg         | Kampioen van Zuid-Thüringen |

## Eindronde

### Afdeling A

#### Kwartfinale
|              |                      |              |             |         |
| 9 maart 1913 | Dresdner Fußballring | 1 - 3 (n.v.) | VfB Leipzig | Dresden |
| 9 maart 1913 |                      |              |             | Dresden |

|              |                                 |       |                             |             |
| 9 maart 1913 | FuCC Cricket-Viktoria Magdeburg | 1 - 3 | SpVgg 1899 Leipzig-Lindenau | Maagdenburg |
| 9 maart 1913 |                                 |       |                             | Maagdenburg |

|              |                    |       |                     |       |
| 9 maart 1913 | Hallescher FC 1896 | 2 - 1 | Chemnitzer FC Sturm | Halle |
| 9 maart 1913 |                    |       |                     | Halle |

|              |                   |       |               |        |
| 9 maart 1913 | FC Carl Zeiß Jena | 3 - 0 | SV 1901 Gotha | Erfurt |
| 9 maart 1913 |                   |       |               | Erfurt |

#### Halve finale
|               |                   |       |                    |      |
| 16 maart 1913 | FC Carl Zeiß Jena | 6 - 2 | Hallescher FC 1896 | Jena |
| 16 maart 1913 |                   |       |                    | Jena |

|               |             |       |                             |         |
| 30 maart 1913 | VfB Leipzig | 2 - 1 | SpVgg 1899 Leipzig-Lindenau | Leipzig |
| 30 maart 1913 |             |       |                             | Leipzig |

#### Finale
|              |             |       |                    |         |
| 6 april 1913 | VfB Leipzig | 2 - 0 | Hallescher FC 1896 | Leipzig |
| 6 april 1913 |             |       |                    | Leipzig |

### Afdeling B

#### Kwartfinale
|              |                    |       |                |         |
| 9 maart 1913 | SV Budissa Bautzen | 8 - 5 | Döbelner SC 02 | Bautzen |
| 9 maart 1913 |                    |       |                | Bautzen |

|              |                       |       |              |      |
| 9 maart 1913 | FC Preußen Weißenfels | 2 - 3 | Zwickauer SC | Gera |
| 9 maart 1913 |                       |       |              | Gera |

|              |                        |       |                |             |
| 9 maart 1913 | FC Preußen Halberstadt | 3 - 5 | Cöthener FC 02 | Halberstadt |
| 9 maart 1913 |                        |       |                | Halberstadt |

|               |                |       |                  |        |
| 16 maart 1913 | FC 1907 Coburg | 2 - 0 | VfB Sangerhausen | Apolda |
| 16 maart 1913 |                |       |                  | Apolda |

#### Tussenronde
|               |              |       |                    |         |
| 16 maart 1913 | Zwickauer SC | 3 - 0 | SV Budissa Bautzen | Zwickau |
| 16 maart 1913 |              |       |                    | Zwickau |

#### Halve finale
|               |                |       |              |        |
| 30 maart 1913 | FC 1907 Coburg | 3 - 2 | Zwickauer SC | Plauen |
| 30 maart 1913 |                |       |              | Plauen |

FC Cöthen 02 had een bye

#### Finale
|              |                |       |                |      |
| 6 april 1913 | FC 1907 Coburg | 3 - 1 | Cöthener FC 02 | Jena |
| 6 april 1913 |                |       |                | Jena |

### Finale Midden-Duitsland
|               |             |       |                |        |
| 13 april 1913 | VfB Leipzig | 6 - 0 | FC 1907 Coburg | Erfurt |
| 13 april 1913 |             |       |                | Erfurt |